# Drepanosticta lankanensis
Drepanosticta lankanensis är en trollsländeart som först beskrevs av Fraser 1931.  Drepanosticta lankanensis ingår i släktet Drepanosticta och familjen Platystictidae. Inga underarter finns listade i Catalogue of Life.